# Pieter Proot
Pieter Proot (Koekelare, 13 oktober 1809 - Dudzele, 20 december 1884) was burgemeester van de Belgische gemeente Dudzele in 1861-1862.

## Kort burgemeesterschap
Pieter Jozef Proot was in 1836 schepen geworden en werd tot burgemeester van Dudzele benoemd op 23 februari 1861.
Kwam hij tot de vaststelling dat het burgemeestersambt en de notarisfunctie moeilijk te verenigen waren? Feit is dat hij, zeventien maanden later, ontslag nam als burgemeester. Op 9 juli 1862 om 15 uur tekende hij voor de laatste maal een akte van de burgerlijke stand. Twee uur later zette zijn opvolger, August Notterdam zijn eerste handtekening onder een volgende akte.

## Notariaat
Pieter Proot was een zoon van de welvarende landbouwer en latere burgemeester van Koekelare, Ferdinandus Benedictus Proot (1784-1864) en van Francisca Rosalia Verduyn (1784-1843). Drie zoons in het gezin van zes werden notaris. Laurentius Proot (1826-1899) werd notaris in Woumen. Carolus Proot werd notaris in Dudzele. Hij trouwde er in september 1852 met Stephania Francisca Schouteeten, dochter van de landbouwer Simon Schouteeten, die burgemeester werd van Heist. De maand daarop, pas 35 geworden, stierf hij. Pieter trouwde enkele maanden later met de weduwe van zijn broer en nam ook het notariaat over.
Pieter Proot was verwant aan een latere burgemeester van Dudzele, Frans Proot. De overgrootvader van Pieter Proot was immers een halfbroer van de grootvader van Frans Proot.